# Meredith Gardner (Freestyle-Skierin)
Meredith Anne Gardner (* 29. Juni 1961 in Toronto, Ontario) ist eine ehemalige kanadische Freestyle-Skierin. Gardner startete in allen Disziplinen und hatte ihre Stärken im Aerials (Springen) und in der Kombination. Sie gewann zwei Bronzemedaillen bei Weltmeisterschaften und zweimal die Aerials-Disziplinenwertung sowie 19 Einzelwettkämpfe im Weltcup.

## Biografie

### Sportliche Laufbahn
Meredith Gardner gab am 16. Januar 1982 in Calgary ihr Debüt im Freestyle-Skiing-Weltcup und startete von Anfang an allen Disziplinen. In ihrer zweiten Saison gewann sie regelmäßig Weltcup-Punkte und klassierte sich sowohl im Gesamtweltcup als auch in Kombinations- und Aerials-Disziplinenwertung unter den besten zehn. Im Januar 1984 schaffte sie als Dritte in der Kombination von Stoneham ihren ersten Podestplatz. Sechs Wochen später gelang ihr dies auch im Aerials auf dem Hochkar. Im Gesamtweltcup und in der Kombinationswertung verbesserte sie sich jeweils auf Rang drei, in der Moguls-Wertung verzeichnete sie als Zwölfte ihr Karrierehoch.
In der Saison 1984/85 trat Gardner in die Fußstapfen ihrer zurückgetretenen Landsfrau Marie-Claude Asselin und gewann sechs Aerials-Wettkämpfe, den ersten gleich zum Saisonauftakt in Tignes. Damit entschied sie die Disziplinenwertung klar für sich und musste sich im Gesamtweltcup nur der überragenden Conny Kissling geschlagen geben. Bei den kanadischen Meisterschaften gewann sie die Titel in ihren beiden Paradedisziplinen. Im Dezember 1985 gewann sie erstmals eine Kombination. Bei den ersten Weltmeisterschaften in Tignes holte sie im Aerials die Bronzemedaille, in der Kombinationswertung schrammte sie als Vierte nur knapp an einer weiteren Medaille vorbei.
Die folgende Saison musste sie verletzungsbedingt vorzeitig beenden.
1987/88 feierte Gardner acht Siege und wurde mit neun weiteren Podestplätzen erneut Gesamtweltcup-Zweite hinter Kissling. Zudem gewann sie zum zweiten Mal die Aerials-Disziplinenwertung. In Lake Placid gelang ihr der einzige Buckelpisten-Podestplatz ihrer Karriere. Zu den Demonstrationswettbewerben im Rahmen der Olympischen Spiele in Calgary trat sie nicht an. Nach ihrem ersten und einzigen Ballett-Podestplatz gewann sie bei den Weltmeisterschaften am Oberjoch in der Kombination die Bronzemedaille. Den Gesamtweltcup schloss sie zum dritten Mal auf Rang zwei ab und beendete nach über 200 Weltcup-Teilnahmen ihre Karriere.

### Weitere Karriere
Nach ihrem Karriereende im Jahr 1989 war Meredith Gardner Botschafterin des Sportprogramms Athlete Motivation for Excellence der Regierung ihrer Heimatprovinz Ontario. In dieser Funktion hielt sie Vorträge in mehr als 100 Schulen. Von 1989 bis 1992 war sie Trainingskoordinatorin im kanadischen Freestyle-Verband und leitete ein weihnachtliches Freestyle-Hochleistungscamp. Später gründete die Owens Corning Freestyle League (OCFL) und entwickelte dabei ein Konzept für den Freestyle-Einstieg von Kindern im Alter von sechs bis 13 Jahren. Gardner studierte bis 1992 Journalismus am Humber College in Toronto und war danach zunächst in der Sport- und Nachrichtenproduktion tätig. Zehn Jahre lang wirkte sie als Moderatorin und Produzentin lokaler und nationaler Mediennetzwerke.

## Erfolge

### Weltmeisterschaften
- Tignes 1986: 3. Aerials, 4. Kombination, 14. Moguls, 22. Ballett
- Oberjoch 1989: 3. Kombination, 6. Ballett, 14. Moguls, 18. Aerials

### Weltcupwertungen
| Saison  | Gesamt | Gesamt | Aerials | Aerials | Moguls | Moguls | Ballett | Ballett | Kombination | Kombination |
| Saison  | Platz  | Punkte | Platz   | Punkte  | Platz  | Punkte | Platz   | Punkte  | Platz       | Punkte      |
| ------- | ------ | ------ | ------- | ------- | ------ | ------ | ------- | ------- | ----------- | ----------- |
| 1983    | 8.     | 12     | 10.     | 20      | 18.    | 6      | 13.     | 15      | 6.          | 12          |
| 1984    | 3.     | 18     | 4.      | 54      | 12.    | 10     | 11.     | 16      | 3.          | 31          |
| 1984/85 | 2.     | 27     | 1.      | 84      | 14.    | 17     | 7.      | 38      | 2.          | 42          |
| 1985/86 | 3.     | 24     | 3.      | 62      | 15.    | 7      | 8.      | 26      | 2.          | 28          |
| 1986/87 | 21.    | 6      | 16.     | 8       | 22.    | 1      | 12.     | 14      | 5.          | 13          |
| 1987/88 | 2.     | 29     | 1.      | 80      | 15.    | 16     | 6.      | 52      | 2.          | 52          |
| 1988/89 | 2.     | 26     | 4.      | 68      | 15.    | 9      | 5.      | 58      | 3.          | 48          |

### Weltcupsiege
Gardner errang im Weltcup 64 Podestplätze, davon 19 Siege:
| Datum             | Ort                 | Land        | Disziplin   |
| ----------------- | ------------------- | ----------- | ----------- |
| 13. Dezember 1984 | Tignes              | Frankreich  | Aerials     |
| 21. Januar 1985   | Lake Placid         | USA         | Aerials     |
| 27. Januar 1985   | Breckenridge        | USA         | Aerials     |
| 2. Februar 1985   | La Sauze            | Frankreich  | Aerials     |
| 21. Februar 1985  | Kranjska Gora       | Jugoslawien | Aerials     |
| 3. März 1985      | Oberjoch            | Deutschland | Aerials     |
| 18. März 1985     | La Clusaz           | Frankreich  | Aerials     |
| 13. Dezember 1985 | Tignes              | Frankreich  | Kombination |
| 2. März 1986      | Oberjoch            | Deutschland | Aerials     |
| 10. Januar 1988   | Mont Gabriel        | Kanada      | Aerials     |
| 17. Januar 1988   | Lake Placid         | USA         | Aerials     |
| 17. Januar 1988   | Lake Placid         | USA         | Kombination |
| 31. Januar 1988   | Inawashiro          | Japan       | Kombination |
| 8. Februar 1988   | Madarao             | Japan       | Aerials     |
| 12. März 1988     | La Clusaz           | Frankreich  | Aerials     |
| 20. März 1988     | Meiringen-Hasliberg | Schweiz     | Aerials     |
| 20. März 1988     | Meiringen-Hasliberg | Schweiz     | Kombination |
| 11. Dezember 1988 | Tignes              | Frankreich  | Kombination |
| 12. Februar 1989  | La Clusaz           | Frankreich  | Kombination |

### Weitere Erfolge
- 3 kanadische Meistertitel (Aerials 1985, Kombination 1985 und 1986)[2]
- 2 Siege und 9 weitere Podestplätze im World Cup Grand Prix

## Auszeichnungen
- 1988: International Freestyle Skier of the Year (Ski Racing Magazine)[3]
- 1995: Aufnahme in die Canadian Ski Hall of Fame